# 絶望大殺界
『絶望大殺界』（ぜつぼうだいさっかい）は、テレビアニメ『さよなら絶望先生』及び『俗・さよなら絶望先生』主題歌などのコンピレーション・アルバム。2008年5月14日にキングレコードから発売された。

## 概要
歌モノ傑作撰集と称する。また新録曲を4曲収録している。ジャケットは新規書き下ろし仕様。初回盤には俗・さよなら絶望先生第7話の絶望エンドカード（湖川友謙）を封入している。
収録曲
1. 人として軸がぶれている [3:23]
歌：大槻ケンヂと絶望少女達（風浦可符香、木津千里、木村カエレ、関内・マリア・太郎、日塔奈美）
作詞：大槻ケンヂ 作曲・編曲：NARASAKI
「人として軸がぶれている」収録 『さよなら絶望先生』メインOP主題歌
2. 強引niマイYeah〜 [3:53]
歌：絶望少女達（風浦可符香、木津千里、木村カエレ、日塔奈美）
作詞：村野直球、作曲・編曲：川田瑠夏
「人として軸がぶれている」収録 『さよなら絶望先生』サブOP主題歌
3. 絶世美人 [3:39]
歌：絶望少女達（風浦可符香、木津千里、木村カエレ、日塔奈美）
作詞：只野菜摘、作曲・編曲：橋本由香利
「絶世美人」収録 『さよなら絶望先生』ED主題歌
4. かげろう [3:35]
歌：絶望少女達（風浦可符香、常月まとい、小森霧）
作詞：菊谷知樹、こだまさおり 作曲・編曲：菊谷知樹
「絶世美人」収録
5. デッド・ラインダンス、デス [3:49]
歌：絶望少女達（風浦可符香、木津千里、木村カエレ、関内・マリア・太郎、日塔奈美、常月まとい、小森霧、小節あびる、藤吉晴美）
作詞：只野菜摘、作曲・編曲：橋本由香利
「絶望歌謡大全集」収録
6. 絶唱 [1:32]
歌：糸色望
作詞：只野菜摘、作曲・編曲：長谷川智樹
「絶望歌謡大全集」収録
7. 空想ルンバ [4:50]
歌：大槻ケンヂと絶望少女達（風浦可符香、木津千里、木村カエレ、関内・マリア・太郎、日塔奈美）
作詞：大槻ケンヂ、作曲・編曲：NARASAKI
「空想ルンバ」収録 『俗・さよなら絶望先生』OP主題歌
8. 恋路ロマネスク [4:18]
歌：絶望少女達（小森霧、常月まとい、小節あびる、藤吉晴美）
作詞：村野直球、作曲・編曲：橋本由香利
「空想ルンバ」収録 『俗・さよなら絶望先生』サブED主題歌
9. マリオネット [3:25]
歌：ROLLYと絶望少女達（小森霧、常月まとい、関内・マリア・太郎、小節あびる、藤吉晴美）
作詞：ROLLY、作曲：ROLLY、長谷川智樹 編曲：長谷川智樹
「マリオネット」収録 『俗・さよなら絶望先生』メインED主題歌
10. オマモリ [4:38]
歌：絶望少女達（風浦可符香、木津千里、木村カエレ、日塔奈美）
作詞：只野菜摘、作曲・編曲：川田瑠夏
「マリオネット」収録 『俗・さよなら絶望先生』サブED主題歌
11. リリキュアGO!GO! [3:23]
歌：イヤボン戦士 リリキュア（キッチリ、カフカ、普通）
作詞：うらん、作曲・編曲：大久保薫
新録 『俗・さよなら絶望先生』第7話OP主題歌
12. ほれっ・ぽい [3:55]
歌：絶望少女達（木津千里、常月まとい、小森霧）
作詞：只野菜摘、作曲：橋本由香利 編曲：橋本由香利、川田瑠夏
新録
13. はっぴぃ☆なんちゃら [3:46]
歌：糸色望、日塔奈美（ナーミン）
作詞：康斉亭[1] 作曲・編曲：Low-tech Son
新録 『さよなら絶望放送』主題歌
14. 豚のご飯 [2:51]
歌：大槻ケンヂと木村カエレ
作詞・作曲・編曲：NARASAKI
新録